# João Alves (Fußballspieler, 1980)
João Artur Rosa Alves (* 18. August 1980 in Chaves) ist ein portugiesischer Fußballspieler. Der Stürmer spielt zurzeit bei Vitória Guimarães.
Er trägt die Nummer 80.

## Karriere
1998 startete Alves seine Karriere bei der Profimannschaft von GD Chaves. Über 6 Jahre verbrachte João bei Chaves, daraufhin trieb es ihn für ein Jahr zu Sporting Braga. 2005 unterschrieb er einen Vertrag bei Sporting Lissabon. Seit 2007 spielt er bei Vitória Guimarães.